# Johnny Gat
Johnny Gat es un personaje ficticio de la serie Saints Row de Volition de acción-aventura. Con la voz del actor estadounidense Daniel Dae Kim, el personaje se presentó originalmente en Saints Row de 2006 como teniente de Third Street Saints, una pandilla callejera que opera en el distrito de Saint's Row en la ciudad ficticia de Stilwater. Continuó haciendo apariciones recurrentes en la serie como la leal aunque trigger-happy mano derecha y mejor amigo del líder de la pandilla, el personaje del jugador. En 2015, Gat recibió el papel principal por primera vez en la serie de Saints Row: Gat Out of Hell, un expansión independiente de la serie de 2013 Saints Row IV.
El concepto detrás del personaje no se creó con mucha previsión, ya que los desarrolladores desarrollaron una cantidad mínima de detalles para su papel dentro de la narrativa del videojuego de 2006. A pesar de esto, Johnny Gat ha sido reconocido como uno de los personajes más queridos e icónicos de la serie Saints Row, y algunos críticos alaban su caracterización por sus múltiples capas y matices. La popularidad del personaje ha llevado a apariciones en crossover fuera de la serie Saints Row.

## Concepto y diseño
| "Todo el asunto de Gat fue: "Realmente no necesitamos un plan. Solo necesitamos armas grandes. Vamos a entrar y ser rudos porque eso es justo lo que hacemos".—— "Entrevista con Doug Nelson, diseñador sénior en Saints Row". |

Johnny Gat fue nombrado por Alvan Monje, un diseñador que trabajó en "Saints Row" de 2006 y que también ideó el nombre del juego y, en consecuencia, la serie que generó. El nombre del personaje se basa en el término de la jerga para un arma de fuego, y se concibe como un arquetipo de "diversión loca y violenta". Doug Nelson, diseñador y escritor del primer juego, fue el principal responsable de desarrollar el aspecto y la personalidad del personaje. La imagen original de Nelson para Johnny Gat era de Jet Li, que encontró después de realizar búsquedas rutinarias de imágenes en Internet para buscar inspiración para el personaje.
Nelson escribió el marco inicial de la historia del primer juego.  El elenco de personajes del primer juego se desarrolló intencionalmente para tener una personalidad de "una nota", con la narrativa suficiente para que los jugadores se familiaricen con el juego.  Según Nelson, su intención era, en última instancia, diseñar una distribución sólida de "chicos buenos" y "chicos malos" para el primer juego; el objetivo es garantizar que los personajes que no son jugadores sean "inmediatamente comprensibles" por el jugador para que sean plenamente conscientes del tipo de juego presente en Saints Row, y Johnny Gat en particular estaba destinado a ser "solo una puñalada en alguna personalidad". Debido a que se suponía que el personaje de Gat carecía de sutileza, al equipo le resultó fácil desarrollar escenarios simplemente imaginando cómo reaccionaría ante una situación hipotética o cómo afrontaría sus circunstancias específicas.
Gat se escribió originalmente para ser un contraste para Dex, otro pandillero que abordaría las cosas de una manera muy sistemática, y viceversa, ya que Gat tiende a comportarse de manera imprudente o violenta a la menor provocación. En el escenario original de Nelson para el primer Saints Row, el jugador tendría hasta cuatro facciones con las que lidiar a través de un lugarteniente dedicado que asignaría misiones relevantes para esa facción, con Gat sirviendo como lugarteniente de los Vice Kings. Los aspectos del marco de la historia de Nelson se modificaron o eliminaron por completo durante el desarrollo; Debido a que la captura de Gat por parte de los Vice Reyes restringiría el acceso del jugador para emprender otras misiones de pandillas hasta que sea rescatado, el papel del personaje en las misiones antes mencionadas requirió ajustes por parte de los desarrolladores. Si el jugador no prioriza el rescate de Gat o no está preparado, Gat puede resultar herido como consecuencia negativa.
Johnny Gat tiene la voz de Daniel Dae Kim para todas las apariciones en la serie Saints Row y su spin-off, Agents of Mayhem. Kim describió actuación de voz como una habilidad única empleada por los actores para representar personajes usando solo sus voces, similar a "diferentes sonidos y diferentes melodías" creadas con un instrumento musical. Ha expresado su interés en retomar el papel mientras exista la serie Saints Row.
Gat es el primer personaje cruzado que aparece en una edición actualizada del juego de lucha de 2013 Divekick desarrollado por Iron Galaxy. El productor de Divekick, Dave Lang, explicó que la idea surgió por primera vez cuando un fan tuiteó una sugerencia sobre la inclusión de Johnny Gat en Divekick a las cuentas oficiales de Divekick y Saints Row. Además, su colega Adam Heart había jugado "Saints Row 4" poco después del lanzamiento de "Divekick", y disfrutó de la parte del juego "Saints of Rage". El personal de las cuentas de redes sociales Divekick y Saints Row comenzó a comunicarse entre sí antes de finalizar la colaboración.

## Apariciones

### Saints Row
En Saints Row, Johnny Gat es un miembro establecido de Third Street Saints, una pandilla callejera que opera desde el distrito de Saint's Row en Stilwater. Al tratar con una pandilla rival conocida como los Vice Kings, Gat y su novia Aisha crean un plan para cargar un automóvil lleno de C4 y usarlo para volar el estudio de grabación de los Kings. En un caso, Gat demuestra su lealtad al jugador al ayudarlos a escapar de una emboscada y permitirse ser capturado y torturado por sus enemigos después de sostener un disparo en la pierna.
En Saints Row 2 de 2008, cinco años después de los eventos del primer juego, Gat es el único miembro restante de la Tercera calle Tercera Saints original además del jugador. Después de intentar asesinar a Troy Bradshaw, un exteniente de los Saints reveló que es un policía encubierto, Gat es arrestado y juzgado, pero es rescatado por el jugador, quien lo recluta en el nuevo Tercer Street Saints. Durante el juego, Aisha, que ha estado viviendo junto con Gat, es capturada y brutalmente asesinada por un miembro de una pandilla rival, que también deja gat gravemente herido después de apuñalarlo por el abdomen con una espada. En represalia, Gat supera y entierra salvajemente al líder de la pandilla en el funeral de Aisha. Después de la derrota de todas las pandillas rivales en Stilwater, Gat se une a la guerra de los Saints con la Masiva Corporación Ultor, participando en el asesinato de su cabeza, Dane Vogel. Esto permite que los Saints finalmente tomen el control de Stilwater.
En Saints Row: The Third de 2011, los Saints se han convertido en un gran imperio multimedia con su propia marca; Gat no está de acuerdo con este cambio, y comenta que "el nombre de los Saints solía significar más que el aerosol corporal y una bebida energética de sabor". El personaje se encuentra con su aparente muerte al principio del juego, durante una confrontación con el jefe del crimen belga Phillipe Loren, y se escucha por última vez sobre el intercomunicador, que se ve brevemente por el sonido de los disparos. El elenco de los personajes con frecuencia hace referencia a la desaparición de Gat a lo largo del juego, y los Saints le celebran un funeral. En el paquete de misión descargable "The Trouble With Clones", se crea un clon escolta del Gat original, apodado "Johnny Tag", que se alberga hasta que se reúne con un clon similar de Aisha.
En Saints Row IV de 2013, se revela que Gat no pereció durante su encuentro con Loren, sino que se secuestró a los extraterrestres que lo vieron como una amenaza para su próxima invasión y obligado a revivir continuamente la muerte de Aisha a través de una simulación en la que su cerebro está conectado. Es rescatado por el jugador y se une a los Saints, ayudando a sus esfuerzos para derrotar a los extraterrestres. En Gat out of the Hell, una expansión independiente lanzada en 2015, Satan secuestra al jugador para obligarlos a casarse con su hija Jezebel, lo que lleva a Gat a viajar al infierno con su compañero Saint Kinzie Kensington para rescatarlos. Después de derrotar a Satanás y rescatar al jugador, Gat es convocado por Dios, quien le permite elegir su recompensa: reunirse con Aisha en el cielo; Conviértete en el nuevo gobernante del infierno; recrear la tierra (que fue destruida previamente por los extraterrestres); Encuentra un nuevo planeta para reconstruir la humanidad; o aprender los secretos del universo. Cada opción conduce a la creación de una nueva línea de tiempo.

### Otras apariciones
Johnny Gat aparece como un personaje jugable en Divekick, agregado a través de una actualización gratuita en 2014. Sus movimientos especiales incluyen la capacidad de llamar a los autos, su lanzador negro y la pistola de dubstep.
Johnny Gat, junto con las misiones personales del personaje, las máscaras únicas y la actuación de voz de Kim, se comercializó como un bono de pre-pedido para Agents of Mayhem. La narrativa del juego es una continuación directa del final "recrear la Tierra" de "Gat Out of Hell", donde se creó una nueva línea de tiempo. En esta continuidad, Ji-hoon "Johnny" Gat es un teniente de la Agencia de Policía Metropolitana de Seúl que cae en coma durante los eventos de "Devil's Night". Al despertar un año después, Gat descubre que su departamento ha sido eliminado y reemplazado por unidades de robots C.O.P (Civilian Overwatch Patrol), y se une a la organización M.A.Y.H.E.M. para vengarse del grupo de supervillanos L.E.G.I.O.N. Un tráiler del juego publicado en junio de 2017 para promocionar Agents of Mayhem muestra una pose de Johnny Gat en referencia al personaje de Magnum P.I..

## Recepción
Johnny Gat se volvió inesperadamente popular entre los jugadores en el transcurso de la serie Saints Row, hasta el punto en que es reconocido como uno de los personajes más queridos y reconocibles de la serie. Su regreso en Saints Row IV tras su aparente muerte en Saints Row: The Third se atribuyó a la demanda popular y fue bien recibido. Nelson expresó su sorpresa por la recepción positiva duradera del personaje, ya que no partió con la idea de crear un "personaje icónico fuerte". Jason O'Connell de Hardcore Gamer sugirió que la "naturaleza viciosa y ruda" del personaje es la razón principal por la que los jugadores lo aman. El personaje es un tema popular de las actividades laborales de los fanáticos que rodean la serie, como fan art y cosplay.

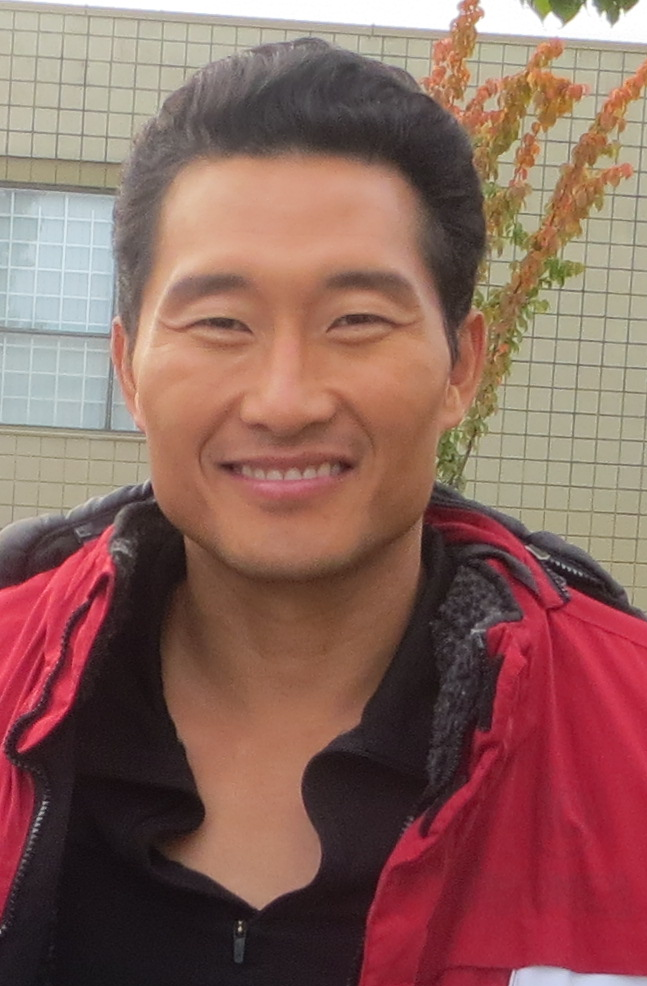
Daniel Dae Kim ha sido elogiado por su trabajo como Johnny Gat.

Se considera que Johnny Gat es el papel más notable de Daniel Dae Kim en la industria de los videojuegos. Salehuddin Husin de GameAxis Unwired elogió el trabajo de actuación de voz de Saints Row 2 como "de primera categoría" y destacó la actuación de Kim, calificándola de una mejora significativa con respecto al primer Saints Row. Macgregor dijo que Gat se presenta como un hombre simpático debido a la actuación de Kim. Alexis Ong de AsiaOne dijo que sería un "desperdicio total" si Kim no repite su papel en la próxima película de acción en vivo Saints Row.
Algunos críticos dieron valoraciones positivas del personaje. Matt Liebl de GameZone así como Sam Prell de Engadget notaron que Johnny Gat tiene cualidades redentoras, como su lealtad y devoción tanto a la pandilla de los Saints como a Aisha, a pesar de su "naturaleza exteriormente violenta". En una evaluación retrospectiva del personaje, Jody Macgregor de Rock, Paper, Shotgun llamó a Gat una mascota de Saints Row, ya que representa una "celebración de juegos de mundo abierto sin consecuencias", y un símbolo del punto de diferencia de la serie con respecto a sus competidores. Para O'Connell, en lo profundo de la psique del personaje hay un "alma torturada y con múltiples capas que, en el fondo, es un tipo bastante bueno que intenta marcar la diferencia de la única manera que sabe". Argumentó que Johnny Gat es el más identificable y complejo del elenco de personajes del universo de Saints Row, y que su historia, que está llena de numerosos escenarios inverosímiles o escandalosos, ha llegado a "un lugar especial en la historia de los videojuegos, pero por todas las razones equivocadas". Opinó que las "razones de Johnny Gat para recurrir a la violencia son comprensibles y pueden considerarse nobles", ya que su objetivo general es poner fin a las guerras de pandillas que están destrozando su distrito natal y garantizar su seguridad poniéndolo bajo el dominio de su pandilla. O'Connell también citó el funeral de Aisha en 'Saints Row 2', que culminó con la escena de 'Levántate' que involucra a un vengativo Johnny Gat, como un momento emocionalmente impactante. Guinness World Records elogió el ingenioso sentido de vestir de Gat y lo llamó "tan genial que le vendría bien una hora en la sauna". NextShark llamó a Johnny Gat un ejemplo notable de un personaje masculino asiático-estadounidense "bien hecho en los videojuegos", destacando el hecho de que su representación como un tipo duro sexualmente deseable "que infunde miedo en los corazones de los seres más poderosos del universo".
es una subversión de los estereotipos de los hombres asiáticos en los medios occidentales.
Por otro lado, Kris Ligman de Unwinnable llamó a Johnny Gat "un payaso sociópata que parecía disruptivo hace una década, pero ahora parece tan curiosamente convencional en nuestro vocabulario de juego como lanzar furiosos pájaros en masas porcinas". Ligman destacó y discutió el papel de Johnny Gat en Saints Row IV dentro del contexto de la retroserialidad, y descubrió que cuanto más volvía a jugar el juego, más se daba cuenta de que su fascinación con el personaje "actúa como un lobo solitario y masculinidad brutal cuidadosamente cultivada" es de hecho un "tejido cicatricial" de quién y qué solía ser. Ligman observó que, si bien Gat es en gran parte una caricatura de los protagonistas asesinos de la serie de videojuegos Grand Theft Auto, afirmó que tales arquetipos de personajes habían dejado de ser interesantes, impactantes o divertidos en la década de 2010. En su opinión, Johnny y sus contemporáneos como los protagonistas de Grand Theft Auto V o Duke Nukem han perdido relevancia con los "jugadores modernos", un punto particularmente significativo en Saints Row IV, donde el personaje del jugador puede manifestar superpoderes y superar a Gat en todos los sentidos. James Troughton de TheGamer opinó que la próxima quinta entrada de la serie Saints Row puede tener éxito sin la aparición de Gat o cualquier otro personaje recurrente como ellos "tuvieron su momento de brillar".